# Léa Bordier
Pour les articles homonymes, voir Bordier.
Léa Bordier est une vidéaste Web, née en 1992 et connue notamment pour sa série YouTube « Cher corps » lancée en octobre 2016.

## Biographie
Léa Bordier est fille de libraires. Titulaire d'un BTS audiovisuel en montage et d'une licence professionnelle en réalisation audiovisuelle, Bordier commence sa carrière sur Madmoizelle en y proposant des contenus web, avant de se lancer en auto-entrepreneure en 2016.  
Avec Lisa Miquet, elle réalise un documentaire de 52 minutes intitulé « Elles prennent la parole », avec l'association Les Internettes, qui soutient la création féminine sur Youtube et milite pour la visibilité des créatrices de vidéos. Le documentaire montre des femmes qui hésitent à lancer leur chaîne par « peur des remarques sur le physique, du body shaming et du cyberharcèlement », auquel se joint le problème de la démonétisation, sur Youtube, « des contenus évoquant la sexualité et le corps des femmes ». En 2017, après la vague #MeToo, Bordier propose les témoignages de femmes victimes d'agressions sexuelles.
Léa Bordier créé en octobre 2016 la chaîne YouTube « Cher corps », qui « propose les témoignages filmés de femmes exprimant le rapport qu’elles entretiennent à leur corps ». En 2019, une adaptation en bande dessinée voit le jour chez Delcourt, sous le même titre ; l'album est scénarisé par Bordier et dessinée par douze autrices de bande dessinée. L'ouvrage aborde des thèmes comme « l'anorexie, le viol ou les aléas de la sexualité féminine ».
Elle lance en 2018 une autre série, sur les personnes âgées et appelée « Nos aînés » afin de favoriser la visibilité des personnes âgées sur Youtube.
En 2019, avec Julien Ménielle (ancien aide-soignant et créateur de la chaîne YouTube « Dans ton corps »), elle réalise Tou.te.s les mêmes, dans laquelle dix personnes en situation de handicap s'expriment sur leur vie quotidienne, publié sur France.tv Slash. Toujours pour France.tv Slash, Bordier intervient dans la pastille « Séduire » en donnant « la parole aux jeunes femmes méditerranéennes sur leur rapport à la drague et au désir », sous un angle féministe. Elle lance également la série « Entre meufs », dans laquelle les interviewées dédramatisent « menstrues et plaisirs solitaires, poils et célibat ». Dans cette perspective de « libération de la parole des femmes », le premier épisode porte sur la menstruation.

## Ouvrage
- Léa Bordier (scénario) et collectif (dessin), Cher corps, Delcourt, coll. « Mirages », 2019 (ISBN 978-2-413-01359-4) (BNF 45745154)
Dessins de : Anne-Olivia Messana, Carole Maurel, Cy, Daphné Collignon, Ève Gentilhomme, Karensac, Lucile Gomez, Mademoiselle Caroline, Marie Boiseau, Mathou, Mirion Malle, Sibylline Meynet[11].